# Beybienkoana gregaria
Beybienkoana gregaria is een rechtvleugelig insect uit de familie krekels (Gryllidae). De wetenschappelijke naam van deze soort is voor het eerst geldig gepubliceerd in 2012 door Yang & Yang.